# The Emancipation of Mimi
The Emancipation of Mimi — десятый студийный альбом американской певицы и автора песен Мэрайи Кэри, выпущенный 4 апреля 2005 года под лейблом Island Records. Альбом стал полной противоположностью предыдущей работы Charmbracelet 2002 года, которая была в большей степени основана под влиянием таких музыкальных жанров, как: поп и современная музыка для взрослых. The Emancipation of Mimi сосредоточена на нескольких R&B-жанрах, начиная от ретро-соула 1970-х до госпела и др. Помимо нескольких сильных вокальных композиций, альбом содержит много ритмичных песен и является «танцевальной записью». Мэрайя Кэри написала и спродюсировала весь альбом в сотрудничестве со многими музыкальными продюсерами, такими как Джермейн Дюпри, Джонта Остин, Мануэль Сил, Джеймс Пойзер и Джеймс Райт.
Музыкально, альбом имеет структуру праздничной записи, ориентированной на танцевальный стиль, в отличие от предыдущих альбомов певицы. В общей концепции лонгплея прослеживается основная отличительная черта Мэрайи Кэри — смешение поп баллад и R&B битов, однако, уже с включением других жанров, например песня «Fly Like a Bird», в которой певица объединила госпел и соул, наравне с религиозной лирикой. Альбом включает в себя вокал нескольких приглашённых артистов, таких как Джермейн Дюпри, Snoop Dogg, Twista и Nelly, который также является продюсером песни «To the Floor».
Альбом получил положительные отзывы от музыкальных критиков, некоторые писали, что Мэрайя Кэри вернулась в прежнюю форму, другие назвали её альбом «возвращение голоса». Они похвалили разносторонность альбома, которая охватила большое количество жанров и стилей, в отличие от её прежней студийной записи, которая была сосредоточена на более медленных мелодиях. Альбом совершил свой дебют на первом месте чарта Billboard 200 с самым высоким показателем продаж в карьере певицы на то время. За пределами Соединённых Штатов Америки The Emancipation of Mimi вошёл в пятёрку лучших альбомов в Аргентине, Канаде, Дании, Франции, Японии, так же как и в общеевропейский чарт. Альбом стал бестселлером 2005 года на территории США и вторым альбомом-бестселлером в мире. На сегодняшний день продано более 12 миллионов копий альбома по всему миру.

## Предыстория
Кэри впервые столкнулась с неудачами в профессиональном и коммерческом плане в 2001 году, когда её дебютный фильм «Блеск» не получил ожидаемого успеха, что привело к последующей госпитализации певицы. «Блеск» получил разгромные отзывы от критиков и заработал в прокате менее восьми миллионов долларов. Неудачи оказали серьёзное влияние на исполнительницу, в связи с чем ей пришлось пройти курс терапии в госпитале в Коннектикуте, так как, по сообщениям, она находилась в состоянии «эмоционального и физического истощения». Вследствие плохих коммерческих результатов проката фильма и низких продаж саундтрека к нему, компания Virgin Records выкупила у Кэри ранее подписанный с ней беспрецедентный контракт на $100 миллионов. Лейбл заплатил исполнительнице $50 миллионов за расторжение сделки. После курса терапии Кэри отправилась на итальянский остров Капри. Во время своего пяти-месячного пребывания на острове она начала запись материала для нового студийного альбома, основой которого стал её недавний неудачный опыт. Певица заключила новый контракт с Island Records и основала своё собственное музыкальное издательство MonarC Entertainment. Кэри задумала издать новый альбом Charmbracelet, как возможность вернуть её утраченные позиции в музыкальном бизнесе. Критики отмечали, что альбом был гораздо лучше предыдущей работы, но недостаточно хорошим, чтобы вернуть ей тот уровень популярности, который она имела в начале своей карьеры.

## Коммерческий успех

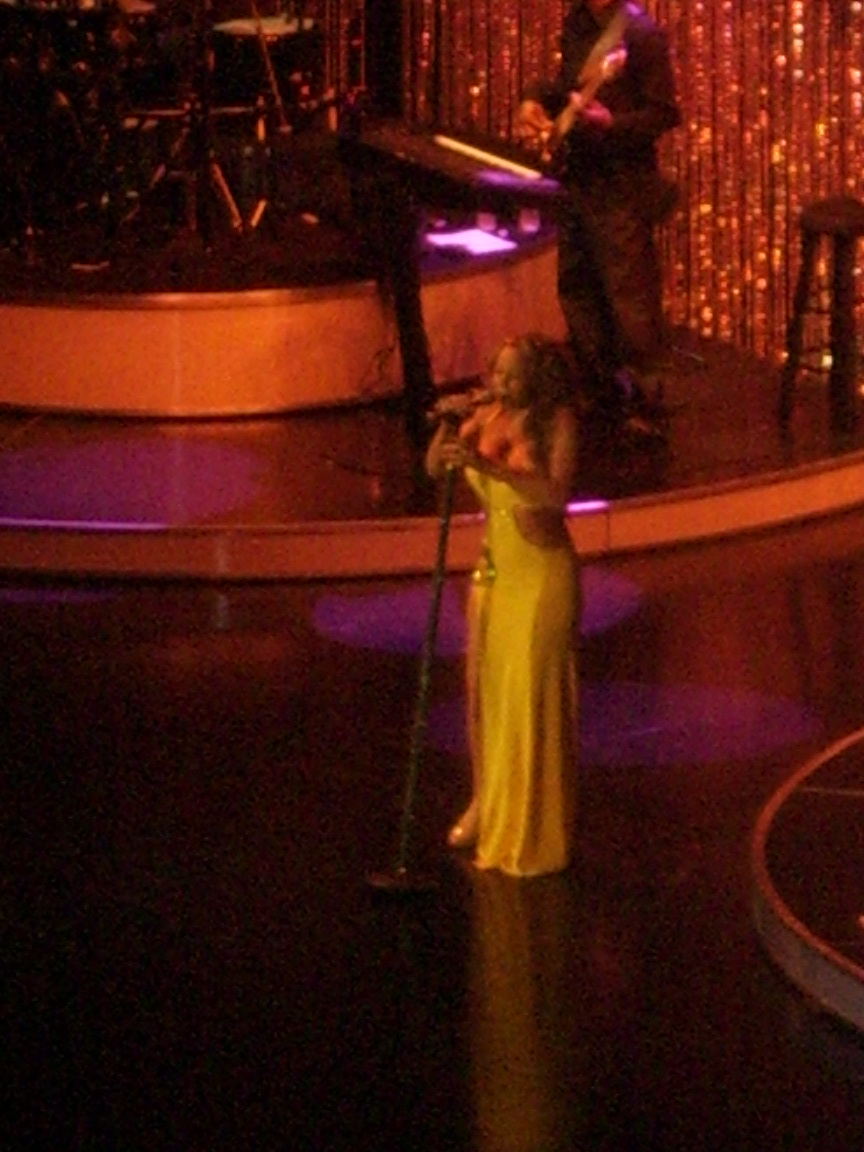
Мэрайя Кэри поёт «Vision of Love» во время The Adventures of Mimi Tour

The Emancipation of Mimi стал наиболее коммерчески успешным альбомом певицы за первое десятилетие 2000-х. Альбом взлетел на первое место в чарте США Billboard 200 с продажами более чем 404 000 копий за первую неделю, что стало лучшим результатом Мэрайи, пока не был издан её следующий лонгплей E=MC², который дебютировал с 463 000 копиями в 2008 году. Альбом стал пятой студийной работой певицы, занявшей первое место в стране, и третьим альбомом в её карьере, дебютировавшим с первого места. Он продержался в пятёрке лучших альбомов двадцать две недели подряд, включая седьмую неделю после выхода в продажу, когда ему удалось вернуться на первое место чарта. The Emancipation of Mimi оставался в первой двадцатке альбомов на протяжении 31 недели подряд, пока не вернулся в лучшую пятёрку после переиздания с обновлённым названием Ultra Platinum Edition, которое помогло подняться альбому до четвёртого места с продажами 185,000 копий за неделю. The Emancipation of Mimi признан альбомом-бестселлером 2005 года на территории Соединённых Штатов Америки — пять миллионов проданных копий за год. Мэрайя Кэри обошла своего конкурента 50 Cent, который выпустил свой альбом The Massacre шестью неделями ранее альбома певицы. Это первый альбом сольной певицы, ставший бестселлером, после лонгплея Аланис Мориссетт — Jagged Little Pill 1996 года. The Emancipation of Mimi является самым успешным альбомом певицы в Северной Америке со времён альбома Daydream 1995 года, который получил бриллиантовую сертификацию за продажи превышающие 10 миллионов копий. Через десять месяцев после начала продаж, альбом получил шестой платиновый сертификат от Американской ассоциации звукозаписывающих компаний за шесть миллионов проданных копий в США. По состоянию на август 2010 года продажи альбома в США оценены более чем в 5,941,000 единиц.

## Синглы
«It's like That» — первый сингл альбома. Он занял 16 место в чарте США Billboard Hot 100 и вошёл в первую двадцатку чартов многих стран мира. Первый сингл был намного успешнее синглов предыдущих двух альбомов, и задал темп для триумфального возвращения Мэрайи Кэри.
«We Belong Together» — второй сингл стал один из самых больших хитов за всю карьеру Мэрайи, самая популярная песня 2005 года в США. Сингл занимал первую строчку чарта Billboard Hot 100 в течение 14 недель, в других странах этот сингл вошёл в 5-ку лучших песен.
«Shake It Off» — третий сингл занял вторую строчку чартов в США. В августе 2005, «We Belong Together» и «Shake It Off» заняли первые две строчки в одно и то же время, и сделали Мэрайю Кэри первой и единственной певицей, которой это удалось. Сингл был издан совместно с треком «Get Your Number» и был выпущен в Великобритании и в Австралии, где вошёл в десятку лучших.
«Don't Forget About Us» — четвёртый сингл этого альбома стал 17-м номер-один хитом Мэрайи в США. До выхода этого сингла Элвис Пресли был единственным обладателем самого большого числа синглов #1 среди сольных артистов, согласно статистике методологии музыкального журнала Billboard.
«Say Somethin'» и «Fly like a Bird» были выпущены как пятый и шестой синглы этого альбома в апреле 2006 года в США. Сингл «Say Somethin'» был востребован в чартах ТОП 40/Ритм Радио Формат и был значительно менее успешен, чем предыдущие синглы этого альбома. Этот сингл занял лишь 79 строчку в чарте США Billboard Hot 100. Шестой сингл — «Fly like a Bird» вошёл в списки только городских радиостанций, и не смог дебютировать в черте Billboard Hot 100, но все же занял 19 место в чарте США Hot R&B/Hip-Hop Songs.
«Mine Again» не был издан в качестве сингла в США в 2005 году, но всё же занял 73 место в чарте Hot R&B/Hip-Hop Singles & Tracks. Треки «Stay the Night» и «Say Somethin'» имели небольшую ротацию на радиостанциях в Японии без какой-либо промокампании в этой стране. Другой трек «So Lonely» официально никогда не издавался, но всё же занял 65 строчку в чарте США Hot R&B/Hip-Hop Songs.

## Список композиций
| №   | Название                                        | Автор(ы) | Продюсер(ы)                     | Длительность |
| --- | ----------------------------------------------- | --- | ------------------------------- | ------------ |
| 1.  | «It's Like That»                                | Мэрайя Кэри, Джермейн Дюпри, Мануэль Сил, Джонта Остин | М. Кэри, Дж. Дюпри, М. Сил      | 3:23         |
| 2.  | «We Belong Together»                            | М. Кэри, Дж. Дюпри, М. Сил, Дж. Остин, Дарнелл Бристоль, Кеннет «Babyface» Эдмондс, Сидни Деуэйн, Брайан-Майкл Кокс, Бобби Уомак, Патрик Мотен, Сандра Салли | М. Кэри, Дж. Дюпри, М. Сил      | 3:21         |
| 3.  | «Shake It Off»                                  | М. Кэри, Дж. Дюпри, Б. Кокс, Дж. Остин | М. Кэри, Дж. Дюпри, Б. Кокс     | 3:52         |
| 4.  | «Mine Again»                                    | М. Кэри, Джеймс Пойзер | М. Кэри, Дж. Пойзер             | 4:01         |
| 5.  | «Say Somethin'» (при участии Snoop Dogg)        | М. Кэри, Фаррелл Уильямс, Чад Хьюго, Кэлвин Броудус | М. Кэри, The Neptunes           | 3:44         |
| 6.  | «Stay the Night»                                | М. Кэри, Канье Уэст, Том Бэлл, Линда Крид | М. Кэри, К. Уэст                | 3:57         |
| 7.  | «Get Your Number» (при участии Джермейна Дюпри) | М. Кэри, Дж. Дюпри, Джеймс Филлипс, Б. Кокс, Дж. Остин, Лэсли Джон, Эшли Ингрэм, Стив Джоллей, Тони Свейн                                                    | М. Кэри, Дж. Дюпри, LRoc        | 3:15         |
| 8.  | «One and Only» (при участии Twista)             | М. Кэри, Сэмюэль Линдли, Карл Митчелл | М. Кэри, The Legendary Traxster | 3:14         |
| 9.  | «Circles»                                       | М. Кэри, Джеймс «Big Jim» Райт | М. Кэри, Дж. Райт               | 3:30         |
| 10. | «Your Girl»                                     | М. Кэри, Марк Шемер | М. Кэри, Скрэм Джонс            | 2:46         |
| 11. | «I Wish You Knew»                               | М. Кэри, Дж. Райт | М. Кэри, Дж. Райт               | 3:34         |
| 12. | «To the Floor» (при участии Nelly)              | М. Кэри, Ф. Уильямс, Ч. Хьюго, Корнелл Хейнс | М. Кэри, The Neptunes           | 3:27         |
| 13. | «Joy Ride»                                      | М. Кэри, Джеффри Грир, Эрик Сир | М. Кэри, Young Genius           | 4:03         |
| 14. | «Fly Like a Bird»                               | М. Кэри, Дж. Райт | М. Кэри, Дж. Райт               | 3:52         |

Бонус-треки
| №   | Название                                            | Автор(ы)                            | Продюсеры(ы)            | Длительность |
| --- | --------------------------------------------------- | ----------------------------------- | ----------------------- | ------------ |
| 15. | «Sprung» (бонус-трек для Великобритании и Японии 1) | М. Кэри, Глория Джонс, Памела Сойер | М. Кэри, Mahogany Music | 3:26         |
| 16. | «Secret Love» (бонус-трек для Японии 1)             | М. Кэри, Кассим Дауд Дин            | М. Кэри, Swizz Beatz    | 3:09         |

1 Песни появились в японской версии альбома Ultra Platinum Deluxe Edition.
Бонус-треки для версии Ultra Platinum Edition
17. «Don't Forget About Us» 2 (М. Кэри, Дж. Остин, Б. Кокс, Дж. Дюпри) — 3:53
18. «Makin' It Last All Night (What It Do)» 2 при участии Джермейна Дюпри (М. Кэри, Джейрод Олстон, Дж. Остин, Б. Кокс, D. DeGrate, Дж. Дюпри) — 3:51
19. «So Lonely (One & Only Part II)» 2 с Twista (М. Кэри, Л. Дэниелс, Родни Джеркинс, Макеба Риддик, Адонис Шропшир, Карл «Twista» Митчелл) — 3:53
20. «We Belong Together» (Remix) 2 при участии Jadakiss и Styles P — 4:28 (бонус-трек)
2 Эти песни появились под номерами 15 — 18 в версии альбома Ultra Platinum Deluxe Edition для Северной Америки, в то время как «Sprung» и «Secret Love» не вошли в список композиций.
Бонус DVD
Этот DVD диск вышел совместно с CD альбомом в версии Ultra Platinum Deluxe Edition.
1. «It’s Like That» (Видео)
2. «We Belong Together» (Видео)
3. «Shake It Off» (Видео)
4. «Get Your Number» (Видео)
5. «Don’t Forget About Us» (Видео) (Бонус видео для Японии)

## Чарты и продажи
| Чарт                                | Высшее место |
| ----------------------------------- | ------------ |
| Argentinian Albums Chart            | 4            |
| Australian Albums Chart             | 6            |
| Austrian Albums Chart               | 19           |
| Belgian Flandres Albums Chart       | 31           |
| Belgian Wallonia Albums Chart       | 26           |
| Canadian Albums Chart               | 2            |
| Danish Albums Chart                 | 2            |
| Dutch Albums Chart                  | 8            |
| European Albums Chart               | 3            |
| French Albums Chart                 | 4            |
| German Albums Chart                 | 12           |
| Greek Albums Chart                  | 8            |
| Greek International Albums Chart    | 2            |
| Irish Albums Chart                  | 10           |
| Italian Albums Chart                | 15           |
| Japanese Albums Chart               | 2            |
| Mexican Albums Chart                | 8            |
| New Zealand Albums Chart            | 10           |
| Polish Albums Chart                 | 19           |
| Portuguese Albums Chart             | 25           |
| Spanish Albums Chart                | 15           |
| Swedish Albums Chart                | 32           |
| Swiss Albums Chart                  | 9            |
| UK Albums Chart                     | 7            |
| US Billboard 200                    | 1            |
| US Billboard Top R&B/Hip-Hop Albums | 1            |

| Конец 2005 года                 | Позиция |
| ------------------------------- | ------- |
| Australian Albums Chart         | 27      |
| Belgian Albums Chart (Wallonia) | 94      |
| Dutch Albums Chart              | 47      |
| French Albums Chart             | 48      |
| German Albums Chart             | 77      |
| Japanese Albums Chart           | 61      |
| New Zealand Albums Chart        | 42      |
| Swiss Albums Chart              | 78      |
| UK Albums Chart                 | 31      |
| US Billboard 200                | 1       |
| Worldwide Charts                | 2       |

| Конец декады (2000—2009) | Позиция |
| ------------------------ | ------- |
| США Billboard 200        | 27      |

| Страна (Провайдер)     | Сертификация (Пороги продаж) |
| ---------------------- | ---------------------------- |
| Австралия (ARIA)       | Платиновая                   |
| Бразилия (ABPD)        | Золотая                      |
| Канада (CRIA)          | 3× Платиновая                |
| Европа (IFPI)          | Платиновая                   |
| Франция (SNEP)         | Золотая                      |
| Германия (BVMI)        | Золотая                      |
| Гонконг (IFPI)         | Золотая                      |
| Япония (RIAJ)          | Платиновая                   |
| Нидерланды (NVPI)      | Золотая                      |
| Новая Зеландия (RIANZ) | Платиновая                   |
| Испания (PROMUSICAE)   | Золотая                      |
| Великобритания (BPI)   | 2× Платиновая                |
| США (RIAA)             | 6× Платиновая                |

### Синглы
| Год                                                                              | Сингл                                               | Высшее место | Высшее место | Высшее место | Высшее место | Высшее место | Высшее место | Высшее место | Высшее место | Высшее место | Высшее место | Сертификации                                     |
| Год                                                                              | Сингл                                               | US           | US R&B       | AUS          | CAN          | FRA          | GER          | NL           | NZ           | SWI          | UK           | Сертификации                                     |
| -------------------------------------------------------------------------------- | --------------------------------------------------- | ------------ | ------------ | ------------ | ------------ | ------------ | ------------ | ------------ | ------------ | ------------ | ------------ | ------------------------------------------------ |
| 2005                                                                             | «It's Like That»                                    | 16           | 17           | 9            | —            | 16           | 14           | 26           | 21           | 10           | 4            | - US: Золотая - AUS: Золотая                     |
| 2005                                                                             | «We Belong Together»                                | 1            | 1            | 1            | —            | 12           | 11           | 2            | 2            | 4            | 2            | - US: Платиновая - AUS: Платиновая - NZ: Золотая |
| 2005                                                                             | «Shake It Off»                                      | 2            | 2            | 6            | —            | —            | —            | —            | 5            | —            | 9            | - US: Золотая - AUS: Золотая                     |
| 2005                                                                             | «Get Your Number» (при участии Джермейна Дюпри) [H] | —            | —            | 19           | —            | —            | 7            | 10           | 34           | 14           | 9            |                                                  |
| 2005                                                                             | «Don't Forget About Us»                             | 1            | 1            | 12           | —            | —            | 41           | 32           | 12           | 19           | 11           | - US: Золотая                                    |
| 2006                                                                             | «Say Somethin'» (при участии Snoop Dogg)            | 79           | —            | 26           | —            | —            | 63           | —            | —            | 55           | 27           |                                                  |
| Знак «—» обозначает, что сингл не вошёл в чарт или не был издан в данной стране. |                                                     |              |              |              |              |              |              |              |              |              |              |                                                  |

## Хронология релиза
| Страна         | Версия (Standard Edition) | Версия (Platinum Edition) | Формат               | Лейбл                          |
| -------------- | ------------------------- | ------------------------- | -------------------- | ------------------------------ |
| Мексика        | 30 марта 2005             | 15 ноября 2005            | CD, digital download | The Island Def Jam Music Group |
| Австралия      | 4 апреля 2005             | 31 октября 2005           | CD, digital download | The Island Def Jam Music Group |
| Австрия        | 4 апреля 2005             | 31 октября 2005           | CD, digital download | The Island Def Jam Music Group |
| Бельгия        | 4 апреля 2005             | 31 октября 2005           | CD, digital download | The Island Def Jam Music Group |
| Бразилия       | 4 апреля 2005             | 14 ноября 2005            | CD                   | The Island Def Jam Music Group |
| Германия       | 4 апреля 2005             | 25 ноября 2005            | CD, digital download | Universal Music Group          |
| Ирландия       | 4 апреля 2005             | 31 октября 2005           | CD, digital download | The Island Def Jam Music Group |
| Италия         | 4 апреля 2005             | 31 октября 2005           | CD, digital download | The Island Def Jam Music Group |
| Нидерланды     | 4 апреля 2005             | 11 ноября 2005            | CD                   | The Island Def Jam Music Group |
| Новая Зеландия | 4 апреля 2005             | 31 октября 2005           | CD, digital download | The Island Def Jam Music Group |
| Норвегия       | 4 апреля 2005             | 31 октября 2005           | CD, digital download | The Island Def Jam Music Group |
| Швейцария      | 4 апреля 2005             | 11 ноября 2005            | CD                   | Sony BMG                       |
| Великобритания | 4 апреля 2005             | 14 ноября 2005            | CD, digital download | Mercury Records                |
| Канада         | 5 апреля 2005             | 15 ноября 2005            | CD, digital download | Universal Music Group          |
| Франция        | 12 апреля 2005            | 15 ноября 2005            | CD, digital download | The Island Def Jam Music Group |
| Япония         | 12 апреля 2005            | 15 ноября 2005            | CD                   | The Island Def Jam Music Group |
| Швеция         | 12 апреля 2005            | 18 ноября 2005            | CD                   | The Island Def Jam Music Group |
| США            | 12 апреля 2005            | 15 ноября 2005            | CD, digital download | The Island Def Jam Music Group |
| Китай          | 11 мая 2005               | 15 ноября 2005            | CD                   | Universal Music Group          |